# 수전 로네인
수전 로네인(Susan Loughnane, 1987년 2월 16일 ~ )은 아일랜드의 배우이다.

## 출연 작품
- 다크송: 저주의 시작 (2016)
- 그와 그녀의 푸드 가이드 (2013)